# Бахмутская стачка
Ба́хмутская ста́чка — выступление рабочих на государственных соляных промыслах в Бахмуте Новороссийской губернии в 1765 году.

## Общие сведения
Бахмутская стачка явилась одним из первых выступлений крепостных рабочих, так называемых работных людей, на государственных предприятиях в Российской империи. Непосредственным поводом стало увеличение казённых повинностей на Бахмутских и Торских соляных заводах в 1765 году.

## Ход событий
Рабочим Бахмутского соляного завода был зачитан Указ императрицы Екатерины II о запрете привлечения приписных крестьян Белгородской и Воронежской губерний для заводских вспомогательных работ и возложении их казённых повинностей на солеваров с семействами. По этой причине администрация потребовала от рабочих вместо крестьян направиться на заготовку 600 копён скошенного сена. В результате более 150 солеваров во главе с Борисом Андреевым отказались выполнить эти требование и начали забастовку.
Бахмутская стачка, как и всякие крестьянские бунты, были стихийными, лишенными политической организации, и поэтому с ними легко расправлялись. Обратившись к помощи военных, администрация солеварен силой заставила приступить к работе. При этом Б. Андреев, как зачинщик, был жестоко наказан плетьми.